# Boxeuropameisterschaften 1927
Die 2. Herren-Boxeuropameisterschaften der Amateure wurden im Mai 1927 in Berlin ausgetragen.
Es wurden Titel in acht Gewichtsklassen vergeben. Gastgeber Deutschland gewann davon vier, Schweden zwei und Italien und Norwegen je einen Titel.

## Ergebnisse
| Klasse            | Gold                        | Silber                     | Bronze                            |
| Fliegengewicht    | Lennart Bohmann Schweden    | Antal Kocsis Ungarn        | Heinz Brofazi Deutschland         |
| Bantamgewicht     | Kurt Dalchow Deutschland    | Gaetano Lanzi Italien      | Bobby Spunner Österreich          |
| Federgewicht      | Franz Dübbers Deutschland   | Harry Wolff Schweden       | Miklós Gelbai-Gelb Ungarn         |
| Leichtgewicht     | Jakob Domgörgen Deutschland | Arne Sande Dänemark        | Gunnar Berggren Schweden          |
| Weltergewicht     | Romano Caneva Italien       | Gustave Roth Belgien       | Isván Balázs Ungarn               |
| Mittelgewicht     | Edgar Christensen Norwegen  | Wilhelm Maier Deutschland  | Olaf Falk Schweden                |
| Halbschwergewicht | Hein Müller Deutschland     | Karel Miljon Niederlande   | Clas Engström Schweden            |
| Schwergewicht     | Nils Ramm Schweden          | Hans Schönrath Deutschland | Michael Jacob Michaelsen Dänemark |

## Medaille Tabelle
| Rang | Land               | Gold | Silber | Bronze | Gesamt |
| ---- | ------------------ | ---- | ------ | ------ | ------ |
| 1    | Deutsches Reich    | 4    | 2      | 1      | 7      |
| 2    | Schweden           | 2    | 1      | 3      | 6      |
| 3    | Königreich Italien | 1    | 1      | 0      | 2      |
| 4    | Norwegen           | 1    | 0      | 0      | 1      |
| 5    | Ungarn             | 0    | 1      | 2      | 3      |
| 6    | Dänemark           | 0    | 1      | 1      | 2      |
| 7    | Belgien            | 0    | 1      | 0      | 1      |
| 7    | Niederlande        | 0    | 1      | 0      | 1      |
| 9    | Österreich         | 0    | 0      | 1      | 1      |